# Drezura koní
Drezura koní (též užíváno drezúra) je základní jezdecká disciplína, jejímž cílem je při prováděných cvicích dosažení maximálního souladu mezi koněm a jezdcem.

## Historie
Staří Řekové, např. válečník Xenofón, o chovu a výcviku koní napsali řadu děl.[zdroj?] Ta se staly inspirací pro novější doby. Otec klasického ježdění Francois Robichon de la Guériniéra (1688–1751) vypracoval novou příručku Ecole de la Cavalérie, která se stala základem Španělské jezdecké školy založené ve Vídni roku 1572.

## Význam termínu
Termín je vyhrazen pro výcvik koně směrem k zvýšené obratnosti a poslušnosti. Podle konečného cíle se rozlišuje klasická drezura jezdeckého koně, drezura koně skokana, drezura vojenského anebo policejního koně, westernová drezura, cirkusová drezura, vozatajská drezura apod. Obecně se dnes pod tímto pojmem rozumí klasická a sportovní drezura, která klidnou prací s koněm, jeho cvičením a systematickou gymnastikou, za předpokladu náležitého přihlížení k jeho psychice, vede k plnému rozvinuti jeho výkonových možností. Jde v první řadě o optimalizaci a ekonomizaci průběhu pohybu. Využívá se maximálně mechanika pohybu koně. Základem klasické drezury jsou srovnání, kmih, uvolněnost a takt, přičemž je kůň neustále na pomůckách a právě drezurní prací se dostává z rovnováhy přirozené přes rovnováhu kampanní do rovnováhy školní, která je předpokladem vyšších stupňů klasické drezury.

## O jízdě
Doby, ve kterých se kůň používal jako vojenská síla, jsou už za námi. Tehdy však bylo nevyhnutelné, aby se tento významný bojový prostředek dal co nejlépe používat a aby se kůň dokonale podroboval přáním jezdce. K tomu ho bylo potřebné připravit drezurní prací. Byl vypracován systém přijíždění koní, nazývaný vysoká škola jezdecká. V rámci ní však chtěli jednotlivci vyniknout a tak se snažili o co nejelegantnější ježdění. Vcelku nepraktická snaha jezdce na koni imponovat dala vznik jezdeckému umění. Jezdec objevil možnost kultivovat pohyb koně přiježděním. Ježdění na koni se tak stalo netoliko něčím praktickým, ale získalo i kulturní rozměr. Kůň je pohybově školený a tento pojem je řádově vyšší, než kdyby byl jenom cvičený k výkonu. Dnes je možno drezurní ježdění v tomto smyslu vidět v Španělské vysoké škole ve Vídni v klasické barokní podobě nebo ve francouzském Saumuru v podobě klasické vojenské jízdy. Pouze tam je možno spatřit celou sérii školních chodů, školních skoků a chodů třetí generace. V tomto klasickém školním ježdění má základ i současný drezurní sport.

## Drezurní kůň
Kůň pro drezurní ježdění musí být speciálně vybraný. Musí se v něm skloubit exteriérová dokonalost s dokonalostí pohybové mechaniky a kromě toho musí být vhodný k jezdci. Pokud totiž v jiných druzích jezdeckého sportu jsou estetická kritéria vůči výkonovým podružná, v drezuře jsou významná. K drezuře se většinou využívají různí teplokrevníci. Například Hannoverský teplokrevník, Holštýnský teplokrevník. Vysoké jezdecké školy používají Andaluské koně, Lipicány. Příprava koně trvá 5–6 roků.

## Drezurní obdélník
Klasický drezurní obdélník má rozměry 20×60 m. Slouží k předvádění drezurních úloh od stupně S výš. Jeho stěny jsou pro orientaci soutěžících označené písmeny podle pravidel FEI. Uprostřed krátkých stěn jsou proti sebe písmena A a C, uprostřed dlouhých stěn jsou písmena B a E. Uprostřed obdélníku je písmeno X. Zbývající písmena označuji body na dlouhých stěnách ve vzdálenosti 6 m od rohů a po každých 12 m. Malý drezurní obdélník má rozměr 20×40 m. Slouží k předvádění nižších drezurních úloh stupně Z a L. Označení písmen je taky dané pravidly FEI (mezinárodní jezdecká federace). Podklad v drezurním obdélníku je zpravidla pískový nebo travnatý. Při mezinárodních soutěžích nesmí být žádná ze stěn drezurního obdélníku blíže k divákům než 20 m a v kryté jízdárně 2 m.

## Drezurní sedlo
Anglické sedlo se zvýšenou zadní rozsochou, kolmo spuštěnými bočnicemi, obyčejně s možností předozadního posunu třmenového závěsu, umožňující hluboký plný sed.

## Drezurní úloha
Soubor předepsaných požadavků („povinných cviků") v určeném pořadí, pro jednotlivý stupeň soutěže.
Mezi cviky drezury koní patří například jízdy v kruhu, osmičce a oblouku, kterému se říká serpentina. Jedním z nejsložitějších cviků je pirueta, při které kůň kluše nebo cválá v kruhu bez pohybu vpřed.

## Zádrže – parády
Rozeznáváme poloviční zádrže (arrety) a celé zádrže (parády). Pomocí polovičních zádrží čili polovičních arretů jezdec reguluje ruch, tempo, takt, kadenci v určitém chodu kroku koně. Pak jsou požadavky na pohyb koně na dvou stopách, kdy se kůň pohybuje do strany i vpřed současně (dovnitř plec, traver, renver, traversála, kontradovnitř plec). Ke cvikům vysoké školy patří piafa a pasáž, pak školní skoky (levada, balotada, krupada, kapriola).

## Úlohy
- Prodloužený klus
- Prodloužený cval

Drezura musí být přirozeným pohybem vpřed (do strany), kdy kůň jde s chutí. Jezdec musí mít jemný, pružný sed a ruce musí jemně korigovat hlavu a týl. Kůň má být na kolmici, ne za kolmicí – větší chyba, než kdyby šel před kolmicí.
Drezura je další soutěž, při které jde hlavně o to, aby jezdec s koněm "splynuli", aby jezdec dával jen nepatrné povely a kůň je plnil jakoby sám od sebe. V této soutěži jde o koňské ladné pohyby a jezdcův perfektní sed a držení těla. Na tento druh sportu se každý teplokrevník nehodí. Drezurní kůň by měl mít velmi ladné pohyby a perfektní elegantní chody. Drezura je jedna z nejtěžších druhů koňských sportů. Stejně jako u parkuru i v drezuře jsou dané stupně obtížnosti. Jsou úplně stejné, liší se jen v tom, že v drezuře se ke stupňům obtížnosti nepojí výška překážek, ale různě těžké drezurní cviky a figury.

## Tabulka penalizace
1. omyl – 2 body
2. omyl – 4 body
3. omyl – vyloučen

## Stupnice
- 10 – vynikající
- 9 – velmi dobrý
- 8 – dobrý
- 7 – dost dobrý
- 6 – uspokojivý
- 5 – dostatečný
- 4 – sotva dostatečný
- 3 – téměř špatný
- 2 – špatný
- 1 – velmi špatný
- 0 – nebyl předveden

## Drezurní kategorie
Dle obtížnosti jsou drezurní úlohy rozděleny do několika kategorií:
- Z (základní)
- L (lehká)
- S (střední)
- ST (středně těžká)
- T (těžká)
- TT (velmi těžká)

## Drezurní pojmy

### Kmih
Kmihem rozumíme jezdcem vyvolanou energii pohybu a chuť koně jít dopředu pod naprostou kontrolou jezdce. Pohybovat se v kmihu je možné pouze tehdy, když pomůcky holení a otěží jsou v souladu.

### Na otěži
Souhrou pobídek holení a citlivým vedením otěží se snažíme, aby kůň "šel na otěži". Jezdec by měl holeněmi vyvolaný kmih (chuť jít dopředu) skrz hubu pocítit zpět ve své ruce. Koně, který jde na otěži poznáme tak, že je uvolněn ve vazu, krk nese v klenutém oblouku a s otěží lehce napnutou ochotně přijímá udidlo.

### Přilnutí
Kůň má dobré přilnutí tehdy,když je uvolněný a jde pravidelně na otěži, to znamená že neháže hlavou ani se nebrání udidlu.Správného přilnutí docílíme jemným vedením otěže, která vytváří stálý kontakt s hubou koně bez tahání zpět.

### Přistavení
Kůň je přistaven k levé či pravé ruce tehdy, když je v krku nebo těle mírně ohnut k té či oné straně. Hlava koně může být přistavena také k levé nebo k pravé ruce. Kůň hlavu ohne vůči krku mírně k jedné ze dvou stran, přičemž ji však musí udržet ve svislé poloze.

### Překrok
Stranový pohyb – Kůň má hlavu ve směru pohybu, pohybuje se do strany a dopředu zároveň–jeho nohy se kříží. Překrok děláme v klusu a cvalu.